# KV53
A tumba KV53 (acrônimo de "King's Valley #53"), no Vale dos Reis em Egito, nunca foi totalmente estudada ou mapeada e consiste apenas de uma câmara. A única peça de valor encontrado em seu interior foi um óstraco com a inscrição: "Hori, escriba chefe no lugar da Verdade". A tumba foi saqueada na antiguidade e está inacessível no presente.